# 莱芜市 (县级市)
莱芜市，中国旧地名，曾是山东省县级市。
1983年8月30日，国务院以《国务院关于同意山东省地市机构改革方案的批复》（(83)国函字175号）批准撤销莱芜县，设立县级莱芜市，由泰安地区管辖，全市辖1个镇、14个公社、91个管理区，1984年4月，撤销人民公社与管理区，改划为15个办事处，下辖72个乡、8个镇、1个城区办公室。1985年3月27日，国务院以(85)国函字45号文批准撤销泰安地区，县级莱芜市由新设立的地级泰安市代管。1985年10月，莱芜市改划为1个办事处、15个镇、12个乡。1990年8月，为解决莱钢集团分布在各县市的问题，莱芜市设立钢城办事处，作为市政府副县级派出机构，管辖市政府直接管理的1镇2乡与新泰市划入的寨子乡、沂源县划入的黄庄镇。
1992年11月22日，国务院以国函〔1992〕182号批准将莱芜市升格为地级市，同时设立莱芜市莱城区、钢城区管辖原县级莱芜市的行政区域。

## 后续
2018年12月26日，国务院以《国务院关于同意山东省调整济南市莱芜市行政区划的批复》（国函〔2018〕163号）批准撤销莱芜市，将其所辖区域划归济南市，撤销莱芜市莱城区、钢城区，设立济南市莱芜区、钢城区。
|  | 1983年前               | 1983年 - 1985年     | 1985年 - 1990年   | 1990年 - 1992年   | 1990年 - 1992年                    | 1992年 - 2018年 | 2018年 - 现在 |
|  | ---------------------- | ------------------- | ----------------- | ----------------- | ---------------------------------- | --------------- | ------------- |
|  | 泰安地区所辖 莱芜县    | 泰安地区所辖 莱芜市 | 泰安市代管 莱芜市 | 泰安市代管 莱芜市 | （莱芜市直管） 1办事处、13镇、11乡 | 莱芜市莱城区    | 济南市莱芜区  |
|  | 泰安地区所辖 莱芜县    | 泰安地区所辖 莱芜市 | 泰安市代管 莱芜市 | 泰安市代管 莱芜市 | 钢城办事处 3镇、2乡                | 莱芜市钢城区    | 济南市钢城区  |
|  | 新泰市、沂源县部分乡镇 |                     |                   | 泰安市代管 莱芜市 | 钢城办事处 3镇、2乡                | 莱芜市钢城区    | 济南市钢城区  |